# Paulin Moszczyński
Paulin Moszczyński (ur. 3 stycznia 1936 w Janowie Lubelskim) – polski lekarz, hematolog, naukowiec, propagator zdrowego stylu życia, wieloletni ordynator oddziału chorób wewnętrznych Szpitala Powiatowego w Brzesku. Tematyka działalności naukowej to głównie immuno-hematologia przemysłowa, wpływ środowiska na zdrowie człowieka oraz profilaktyka chorób cywilizacyjnych.

## Działalność naukowa
Urodził się w Janowie Lubelskim. Jest absolwentem I Liceum Ogólnokształcącego im. B. Nowodworskiego w Krakowie. W 1960 ukończył studia na Wydziale Lekarskim Akademii Medycznej w Krakowie. W 1959 rozpoczął pracę w Zakładzie Fizyki Lekarskiej AM w Krakowie. W latach 1965–2007 pracował w Oddziale Chorób Wewnętrznych Szpitala Powiatowego im. L. Rydygiera w Brzesku, od 1972 jako ordynator. W okresie 1966–2002 był wolontariuszem, członkiem zespołu naukowo-badawczego III Kliniki Chorób Wewnętrznych i Kliniki Hematologicznej IMW A.M. w Krakowie. Od 1999 przez sześć lat był dyrektorem Międzynarodowego Instytutu Medycyny Uniwersalistycznej w Warszawie, filia w Tanowie. W latach 1978–2007 pełnił funkcję kierownika Wojewódzkiej Pracowni Immunologicznej. Od 2007 jest wykładowcą w Małopolskiej Szkole Wyższej w Tarnowie i prowadzi prywatną praktykę lekarską. Jest biegłym sądowym z hematologii. Promotorem pracy doktorskiej (1968) i recenzentem pracy habilitacyjnej (1981) P. Moszczyńskiego był prof. Julian Aleksandrowicz, u którego też uzyskał II° specjalizacji z chorób wewnętrznych i hematologii. W 1991 otrzymał tytuł profesora nauk medycznych. Brał udział w pracach Zespołu „Środowisko – Zdrowie” Komisji ds. Ekorozwoju, Ministerstwa Ochrony Środowiska, Zasobów Naturalnych i Leśnictwa oraz w opracowaniu dokumentu pt. „Priorytetowe działania w ochronie środowiska w aspekcie ochrony zdrowia w Polsce”.
Główna tematyka badań to:
- ocena wpływu rozpuszczalników organicznych, par rtęci metalicznej, par chloru, tlenków azotu i dwutlenku siarki, promieniowania mikrofalowego, hałasu przemysłowego, na zdrowie populacji ze szczególnym uwzględnieniem szkód zdrowotnych w obrębie układu immunologicznego i krwiotwórczego;
- ocena funkcjonowania mechanizmów odpornościowych komórkowych i humoralnych u chorych z nowotworami i białaczkami, cukrzycą oraz zawałem serca i łuszczycą;
- badania nad wpływem wieku oraz leków na strukturę lizosomów i wyposażenie enzymatyczne limfocytów u ludzi i zwierząt laboratoryjnycho[7][4].

Wyniki badań typu follow-up, dotyczących wpływu organicznych rozpuszczalników na układ immunohematologiczny człowieka publikował na łamach informatora „Directory of Ongoing Research in Cancer Epidemiology”, wydawanego przez International Agency for Research on Cancer, Lyon. Opisał pierwszy w Polsce przypadek angiosarcoma wątroby u mężczyzny narażonego na chlorek winylu J. Occup. Health 1998, 40, 158-160.
Paulin Moszczyński jest autorem lub współautorem ok. 500 prac naukowych, opublikowanych w czasopismach międzynarodowych i krajowych oraz monografii Hematologia przemysłowa i rozdziałów w książkach m.in. Mercury compounds and the immune system. A review. - Heavy Metal Pollution Toxication and Chelation (ed. P.P.Sood) M D Publications PVT LTD New Delhi 1998, 1-20; Recommended Diet for Diabetics. Hydrocarbons, Glycemic Impact, Glycemic Load, Glycemic Index, and Mediterranean Diet (in) Edited by Debasis Bagchi, Harry G. Preuss, Anand Swaroop; Nutraceuticals and Functional Foods in Human Health and Disease Prevention. First edition 2016, Taylor & Francis Group. Chapter VIII, 125 – 153; Meal Plans for Diabetics: Caloric Intake, Calorie Counting and Glycemic Index. (in) Debasis Bagchi and Nair Sreeejayan (ed): Nutritional and Therapeutic Interventions for Diabetes and Metabolic Syndrome. Second edition 2018, Elsevier, Academic Press USA, chapter 32, 403- 427.
Liczba cytowań – 835.
Współorganizował i prezentował wyniki badań podczas konferencji naukowych np. 11th International Symposium Epidemiology in Occupational Health September 5-8, 1995 Noordwijkerhout the Netherlands; The 8th Annual Conference of the International Society for Environmental Epidemiology Edmonton, Alberta, Canada, August 17-21, 1996; International Symposium on Biological Monitoring in Occupational and Environmental Health 11-13 September 1996 Espoo, Finland, Finnish Institute of Occupational Health Helsinki; International Symposium on Health Effects of Particulate Matter in Ambient air Prague, 23-25 April 1997; 6Th Nordic Symposium on Trace Elements in Human Health and Disease, June 29 - July 3, 1997 Roskilde University Denmark; NATO advanced research workshop human monitoring for genetic effects - Institute of Nuclear Physics Kraków, Poland, June 23-27, 2002.

## Działalność dydaktyczna i społeczna
Był członkiem Rady Programowej Studiów Podyplomowych Akademii Medycznej w Krakowie, zastępcą Rzecznika Dobra Służby Zdrowia, członkiem komitetów redakcyjnych periodyków „Medycyna Pracy”, „Polish Journal of Occupational Medicine and Environmental Health”. Wykształcił 12 lekarzy II° specjalizacji z chorób wewnętrznych oraz 31 lekarzy I° specjalizacji z chorób wewnętrznych. Był promotorem przewodu doktorskiego.

## Działalność oświatowa
Autor ponad 900 artykułów, felietonów i wywiadów prasowych oraz telewizyjnych. Felietony internetowe publikowane są regularnie na stronie Centrum Zdrowia Tuchów. Programy telewizyjne z prof. Moszyńskim pt. „Nie wycofuj się rakiem” były emitowane w TVP Kraków dwukrotnie jesienią 2017 i wiosną 2018. Propagator zdrowego stylu życia i zapobiegania chorobom cywilizacyjnym, zwłaszcza poprzez promowanie zdrowego odżywiania. Był wieloletnim działaczem Polskiego Towarzystwa Promocji Zdrowego Życia i Żywności w Tarnowie, członkiem lub przewodniczącym Sądu Konkursowego Targów Zdrowego Życia i Żywności organizowanych przez 15 lat w Tarnowie oraz kolegium redakcyjnego kwartalnika „Zdrowa Żywność-Zdrowy Styl Życia”. Był wykładowcą Technicznego Uniwersytetu Otwartego powołanego w 1989 przez Senat AGH dla uczczenia 70-lecia Uczelni.

## Organizacje
Bezpartyjny. Członek organizacji: Polskie Towarzystwo Lekarskie, Polskie Towarzystwo Promocji Zdrowego Życia i Żywności, Polska Akademia Medycyny, New York Academy of Sciences, Albert Schweitzer World Academy of Medicine, PTID Societe, (Essen), Council of IBC (Cambridge), Polish Lipid Association (PoLA) Hlth. The American Biographical Institute.

## Odznaczenia, nagrody, wyróżnienia
Złoty Krzyż Zasługi; Krzyż Kawalerski i Oficerski (1999) Orderu Odrodzenia RP; Medal 40-lecia Polski Ludowej, „Za wzorową Pracę w Służbie Zdrowia”; Indywidualna Nagroda II stopnia Ministra Zdrowia i Opieki Społecznej; Nagroda Ministra Zdrowia za Upór, Odwagę, Entuzjazm; medal „Za zasługi dla m. Tarnowa”; odznaka „Za zasługi dla Województwa Tarnowskiego”, dwukrotnie; Honorowy Obywatel Miasta Brzeska; złoty medal „Gloria Medicinae”; odznaka „Bene Meritus”; Złoty Medal Alberta Schweitzera, dwukrotnie Człowiek Roku 1995 w plebiscycie Gazety Krakowskiej. Prof. Honoris Causa - Państwowy Uniwersytet Medyczny w Odessie, Ukraina. Człowiek Roku 2006 plebiscyt International Biographical Center, Cambridge.

## Życie prywatne
Paulin Moszczyński jest synem prawnika i nauczycielki. Żona Maria z domu Otto, geofizyk. Dwoje dzieci – syn Paulin, kardiolog, córka Anna Katarzyna, farmaceuta.
Dla odpoczynku uprawia turystykę w Pieninach i Beskidzie Sądeckim, pływa, korzysta z teatru i beletrystyki skandynawskiej.